# Panethite
La panethite è un minerale di origine extraterrestre.

## Abito cristallino
Prismatico.

## Origine e giacitura
Origine extraterrestre, ritrovata solo nel meteorite Dayton, caduto in Ohio (USA).

## Forma in cui si presenta in natura
La panethite si presenta solitamente in forma di granulare.
Ha inoltre una radioattività molto bassa e quasi non rilevabile dagli strumenti, pari a 34.14 GRapi (Gamma Ray American Petroleum Institute Units).